# Hibiscus austroyunnanensis
Hibiscus austroyunnanensis är en malvaväxtart som beskrevs av Wu och Feng. Hibiscus austroyunnanensis ingår i Hibiskussläktet som ingår i familjen malvaväxter. Inga underarter finns listade i Catalogue of Life.